# Angelika Schrobsdorff

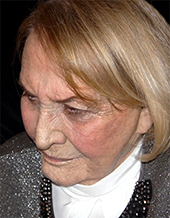
Angelika Schrobsdorff (2014)

Angelika Schrobsdorff (geboren am 24. Dezember 1927 in Freiburg im Breisgau; gestorben am 30. Juli 2016 in Berlin) war eine deutsche Schriftstellerin jüdischer Herkunft.

## Leben und Werk
Angelika Schrobsdorffs Mutter Else Kirschner (30. Juni 1893 – 5. Juni 1949), die in erster Ehe von 1915–1926 mit dem Dramaturgen und Bühnenautor Fritz Schwiefert verheiratet war, war eine in Berlin geborene Jüdin. Ihr Vater Erich Schrobsdorff entstammte dem Berliner Großbürgertum, der Großvater war Alfred Schrobsdorff. Ihre Eltern heirateten erst zwei Jahre nach ihrer Geburt. Schrobsdorff wuchs in Berlin im Ortsteil Grunewald auf und verbrachte Teile ihrer Kindheit im brandenburgischen Pätz. Nachdem die Ehe ihrer Eltern 1939 geschieden worden war, flüchtete sie mit Mutter und Halbschwester Bettina nach Bulgarien, wo sie bis Kriegsende blieb und die Sprache lernte. Ihre Großmutter Minna Kirschner geb. Cohn (27. März 1863 – 14. Dezember 1942) wurde am 17. August 1942 vom Güterbahnhof Berlin-Moabit mit dem Altentransport „DA 502“ der Reichsbahn in das KZ Theresienstadt deportiert, wo sie am 14. Dezember 1942 umkam. Ihr Großvater Daniel Kirschner starb bereits am 22. Oktober 1939 in Berlin an einer Lungenentzündung.

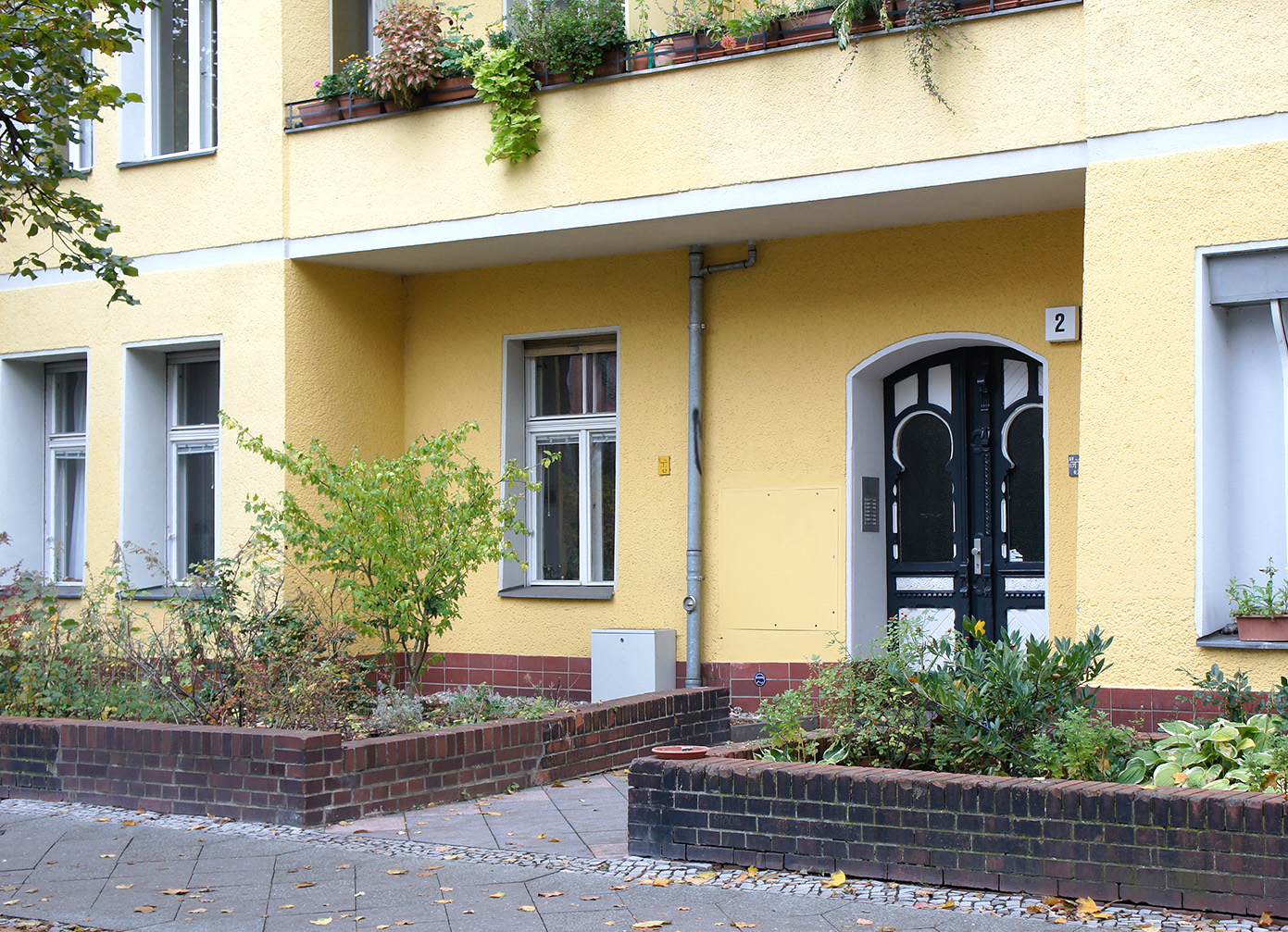
Schrobsdorffs Wohnhaus von 2006–2016 in Berlin-Schmargendorf

Im Jahr 1947 verließ Schrobsdorff ihr bulgarisches Exil und kehrte mit ihrem Ehemann Edward S. Psurny, einem amerikanischen Offizier, den sie in Bulgarien geheiratet hatte, nach Deutschland zurück. Es folgten einige Jahre in München, aber immer wieder lebte sie in den sechziger und siebziger Jahren in Jerusalem, wo sie dann den französischen Filmemacher Claude Lanzmann (1925–2018) kennenlernte. Nach der Heirat mit Lanzmann 1974 in Jerusalem ging sie mit ihm nach Paris, wo sie viele Jahre lebte. In dieser Zeit lernte sie Jean-Paul Sartre und Simone de Beauvoir kennen. 1983 verlegte die Autorin ihren Lebensmittelpunkt nach Jerusalem. Dort lebte sie mit ihren Katzen in einem alleinstehenden Haus auf dem Hügel von Abu Tor an der Grünen Linie nahe der Altstadt. Weil sie die politische Situation in Israel nicht mehr ertragen habe, kehrte sie 2006 nach Deutschland zurück. Sie bezog eine Wohnung in Berlin-Schmargendorf, dem Halensee und Grunewald nahe, unweit ihres Elternhauses, wo sie bis zu ihrem Tod wohnte.
Schrobsdorffs Buch Die Herren (1961) enthielt ältere Kurzgeschichten, die sie auf Johannes Mario Simmels Empfehlung hin zu einem Roman zusammenstellte. Wegen erotischer Beschreibungen löste es einen Skandal aus und machte die Autorin bekannt. Vom Deutschen Staatsbürgerinnen-Verband wurde Schrobsdorff als Frau des Jahres 2007 ausgezeichnet, der Festakt war am 15. März 2008 im Abgeordnetenhaus von Berlin. Anlässlich des 80. Geburtstags 2007, den sie nach Rückkehr aus Israel in Berlin beging, fand in der Bulgarischen Botschaft Berlin zu ihren Ehren ein Fest statt. In Bulgarien erhielt sie den Rosenorden.
Schrobsdorffs Werke wurden in zahlreiche Sprachen übersetzt. Das Buch Du bist nicht so wie andre Mütter erschien ins Spanische übersetzt März 2016 unter dem Titel Tú no eres como otras madres. Der Verband der Buchhändler in Madrid wählte es im Oktober 2016 zum Buch des Jahres Premio Libro de Año.

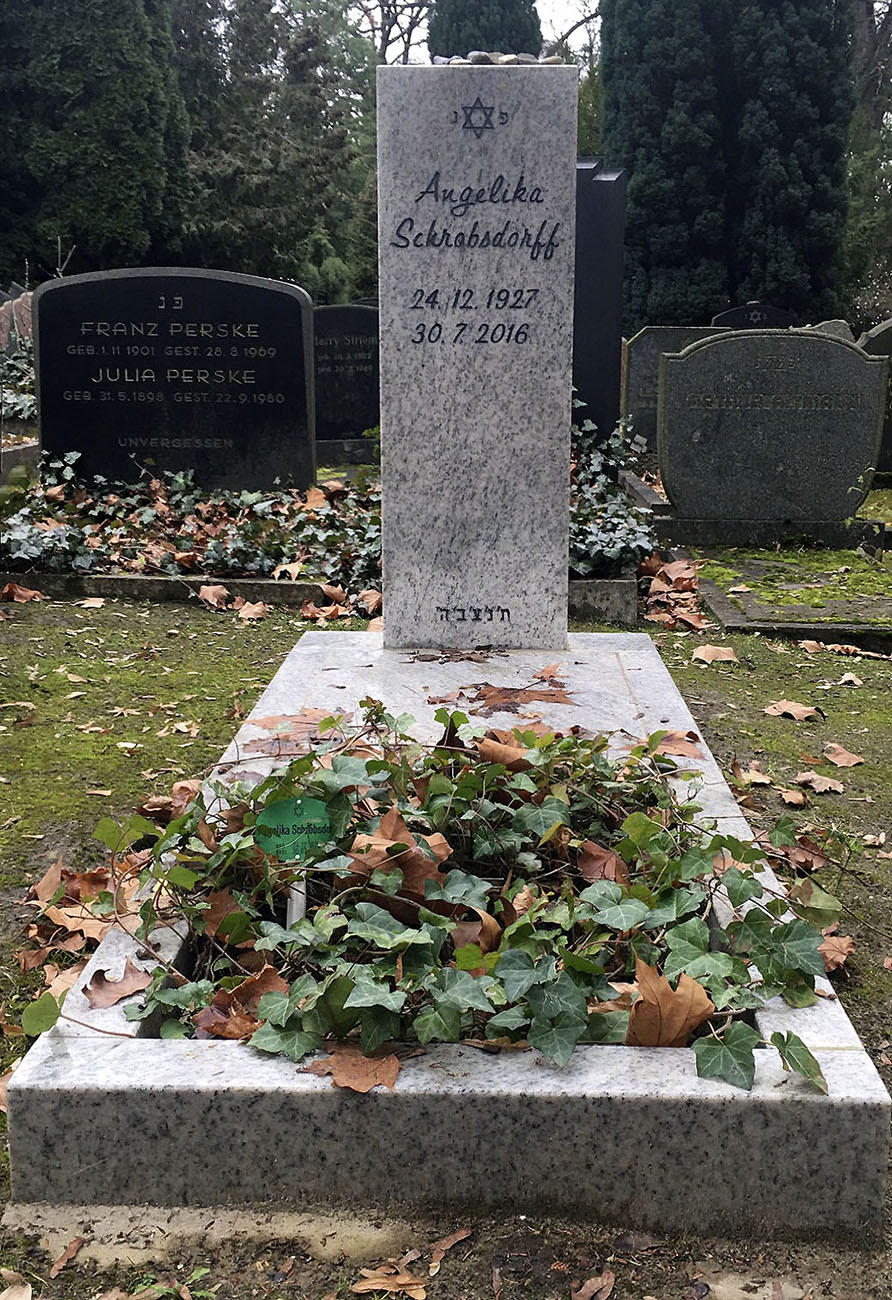
Schrobsdorffs Grabstätte

Angelika Schrobsdorff wurde am 8. August 2016 auf dem Jüdischen Friedhof Berlin-Weißensee beerdigt. Dort befinden sich auch die Grabstätten ihres Großvaters Daniel Kirschner und ihres Onkels Siegfried (gen. Friedel) Kirschner, der am 14. Oktober 1918 in Berlin an der Spanischen Grippe gestorben war. Die Grabstätten der Eltern Angelika Schrobsdorffs sind auf dem Waldfriedhof Gauting bei München.

## Schriften
- Die Herren. Roman, Langen-Müller, München (1961), NA; dtv, München 1986–2007, ISBN 3-423-10894-0.
- Der Geliebte. Roman (1964), ISBN 3-423-11546-7.
- Diese Männer (1966), ISBN 3-442-01935-4 (ab 1993 unter dem Titel Der schöne Mann und andere Erzählungen).
- Spuren. Roman (1968), ISBN 3-423-11951-9.
- Die kurze Stunde zwischen Tag und Nacht. Roman (1978), ISBN 3-423-11697-8.
- Die Reise nach Sofia. Roman. Mit einem Vorwort von Simone de Beauvoir. dtv, München 1983, ISBN 3-423-10539-9.
- Das Haus im Niemandsland oder Jerusalem war immer eine schwere Adresse. Roman, Bertelsmann, München 1989.
  - von der Autorin durchgesehene und korrigierte Ausgabe: Jerusalem war immer eine schwere Adresse. dtv, München, ISBN 3-423-11442-8.
- „Du bist nicht so wie andre Mütter“. Die Geschichte einer leidenschaftlichen Frau. (1992), ISBN 3-455-06773-5.
- Der schöne Mann und andere Erzählungen. (1993) ISBN 3-423-11637-4.
- Jericho. Eine Liebesgeschichte. (1995) ISBN 3-423-12317-6.
- Grandhotel Bulgaria: Heimkehr in die Vergangenheit. Roman (1997), ISBN 3-423-12852-6.
- Von der Erinnerung geweckt. Erzählungen (1999), ISBN 3-423-24153-5.
- Wenn ich dich je vergesse, oh Jerusalem … (2002), ISBN 3-550-08389-0.
- Der Vogel hat keine Flügel mehr. Briefe meines Bruders Peter Schwiefert an unsere Mutter. Herausgegeben von Angelika Schrobsdorff. Mit Kommentaren von Angelika Schrobsdorff und Claude Lanzmann. Mit einem Nachwort von Ulrike Voswinckel. (2012), ISBN 978-3-423-28008-2.

## Text und Interview
- Besuch bei den Schneegänsen in Gaza. Angelika Schrobsdorff erzählt von ihrer Reise nach Erez. In: Die Welt, 27. Februar 1999
- Im Gespräch mit Anne Ponger: Ich koche vor Wut und Frustration. In: der Freitag, Nr. 52/2000, 22. Dezember 2000
- Im Gespräch mit Roger de Weck: Sternstunde Philosophie – Eine enttäuschte Liebe zu Israel. In: SRF 1, Februar 2009
- Im Gespräch mit Inge Bell: Radio-Feature. In: Bayerischer Rundfunk 1998
- Im Gespräch mit Lydia Lange: Heimkehr in die Vergangenheit – Das Gespräch mit Angelika Schrobsdorff. In: Kulturradio rbb, 7. August 2016, Erstausstrahlung 1998

## Filme
- Ein Leben lang Koffer – Erinnerungen von Angelika Schrobsdorff, Regie: Irmgard von zur Mühlen, D 1997[17]
- Ausgerechnet Bulgarien – Angelika Schrobsdorff und ihre Familie, Dokumentarfilm, Regie: Christo Bakalski, D 2007[18]
- Ich, Angelika Schrobsdorff, Dokumentarfilm, Buch und Regie: Reinhold Jaretzky, Anja Weber, Zauberbergfilm, Berlin 2016[19]
- Verspiegelte Zeit – Erinnerungen an Angelika Schrobsdorff, Dokumentarfilm, Buch und Regie: Hans Steinbichler, München 1999[20]

## Auszeichnungen
- 2007: Als Frau des Jahres ausgezeichnet vom Deutschen Staatsbürgerinnen-Verband.[14]
- 2016: Der Verband der Buchhändler in Madrid hat die spanische Ausgabe von Du bist nicht so wie andre Mütter zum Buch des Jahres (Premio Libro de Año) gewählt.[16]